# Juan van der Hamen

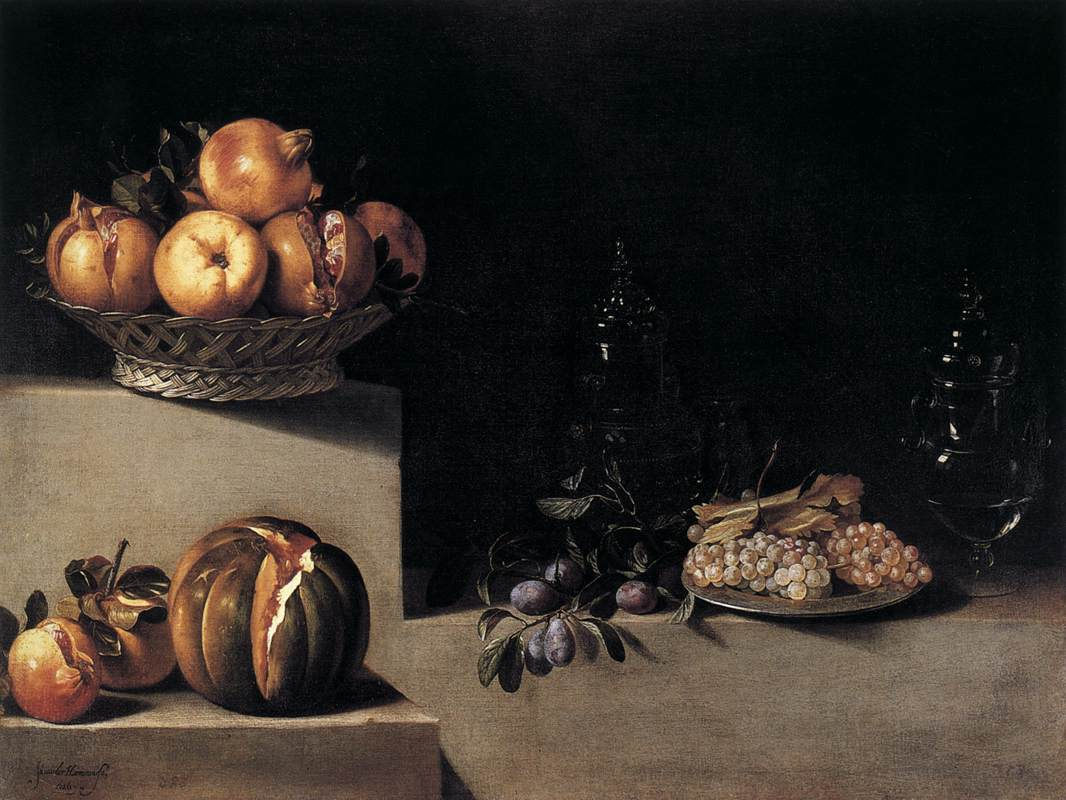
Stilleben med frukt och glas

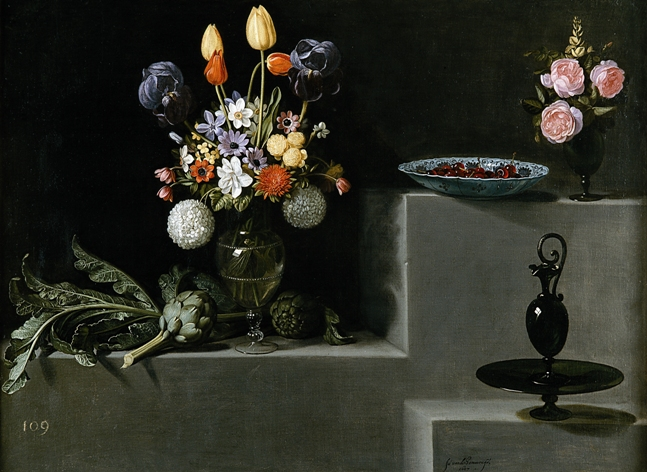
Stilleben med blommor, kronärtskockor och glas, 1627, Pradomuseet

Juan van der Hamen y Gómez de León, döpt 8 april 1596  i Madrid i Spanien, död 28 mars 1631 i Madrid, var en spansk målare.
Juan van der Hamen y Gómez de León var son till den flamländske hovmannen Jan van der Hamen och Dorotea Whitman Gómez de León. Han och hans två bröder Pedro och Lorenzo understök sina spanska rötter genom att använda sig av mormoderns familjenamn Gómez de León. Fadern hade kommit till Spanien och Filip II:s hov som bågskytt.
Juan van der Hamen ärvde faderns hederspositioner vid hovet och tjänstgjorde också som obetald hovkonstnär.
Juan van der Hamen målade religiösa historiska motiv, porträtt och stilleben, och blev främst berömd för de senare två kategorierna. Han tjänstgjorde vid Filip III:s och Filip IV:s hov och lade grunden för populariteten av genren stilleben i Spanien på 1620-talet. Han fick också anseende som porträttmålare, bland annat av Filip IV, Lope de Vega, Francisco de Quevedo, Luis de Góngora, Jose de Valdivieso, Juan Pérez de Montalbán, Juan Ruiz de Alarcón och Francisco de Rioja.
Som målare av religiösa motiv arbetade Juan van der Hamen för ett flertal religiösa institutioner i och i närheten av Madrid samt i Toledo. De bäst bevarade av hans religiösa arbeten finns i klostret Monasterio de las Descalzas Reales i Madrid, målade 1625.

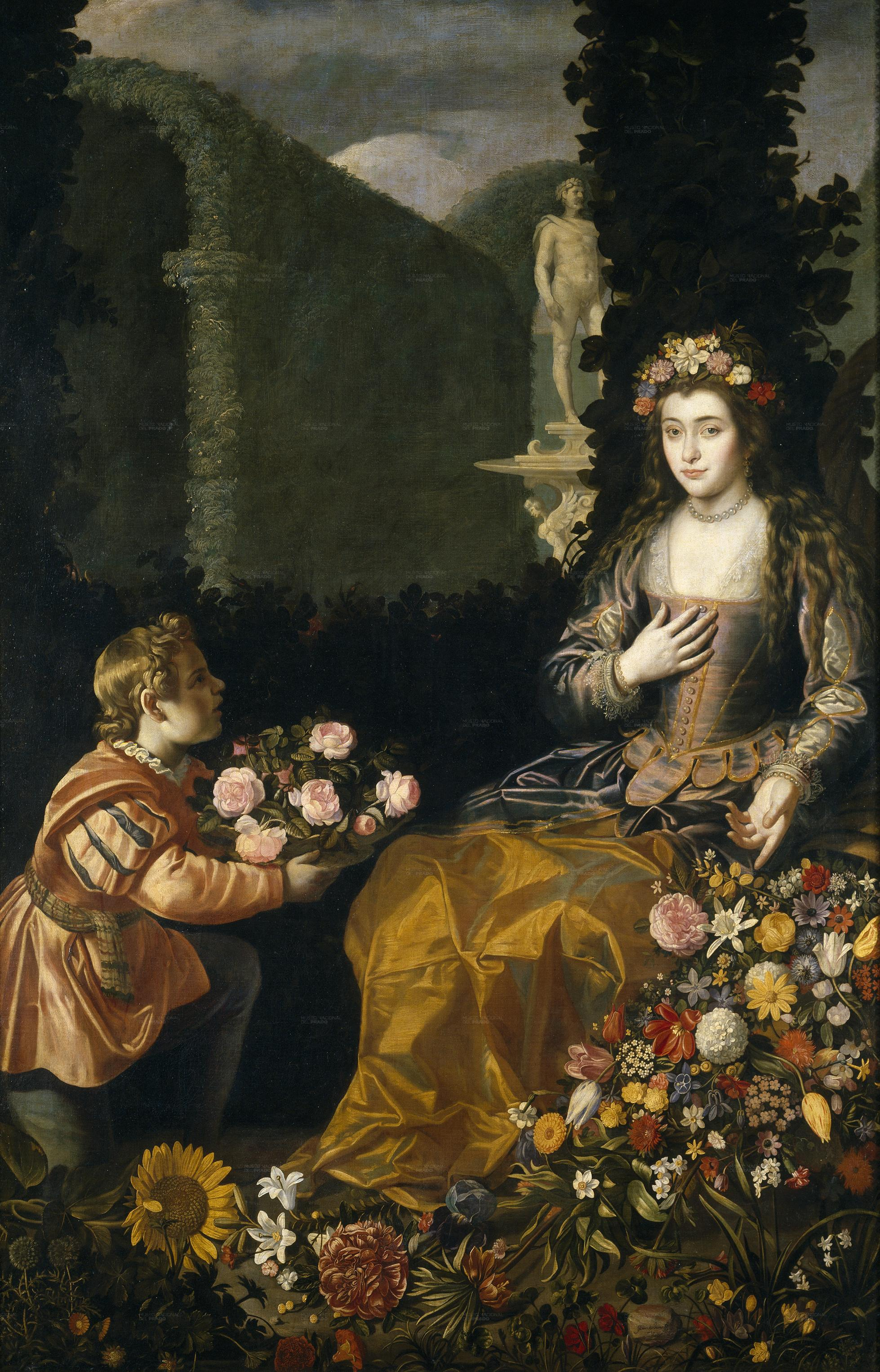
Offer till Flora, 1627, Pradomuseet

Han var också en föregångare inom blomstermåleri. Han började troligen med detta som ett svar på det spanska intresset för flamländska blomstermålningar av till exempel Jan Brueghel den äldre.